# Флаг Усть-Таркского района
Флаг Усть-Та́ркского муниципального района Новосибирской области Российской Федерации.
Флаг был утверждён 16 июня 2006 года Решением Совета депутатов Усть-Таркского района № 18 от 16 июня 2006 года и внесён в Государственный геральдический регистр Российской Федерации с присвоением регистрационного номера 3279.
Флаг разработан Сибирской геральдической коллегией. Автор идеи флага — А. В. Мейдер.

## Описание
«Прямоугольное полотнище зеленого цвета и несущего изображение синего вилообразного креста, тонко окаймленного белым цветом. Отношение ширины флага к его длине 2:3».

## Символика флага
Символика флага основана на аналогичной символике герба Усть-Таркского района.
Зеленый цвет – символ надежды, изобилия, возрождения, жизненных сил, красоты сибирской природы, а также развитого сельского хозяйства, являющегося основным источником богатства и благополучия жителей района. Белый цвет - символ веры, чистоты, искренности, благородства, преданности избранному делу, а также он олицетворяет суровые природные условия, сибирскую, долгую зиму. Синий (голубой) цвет – символ благополучия, мира, верности, движения вперед. Вилообразный крест, напоминающий по форме букву «У», символизирует реки Омь и Тарка, у слияния которых возникло село Усть-Тарка, аллегорически указывает на название района и его географическое положение.